# Ingrida Šimonytė

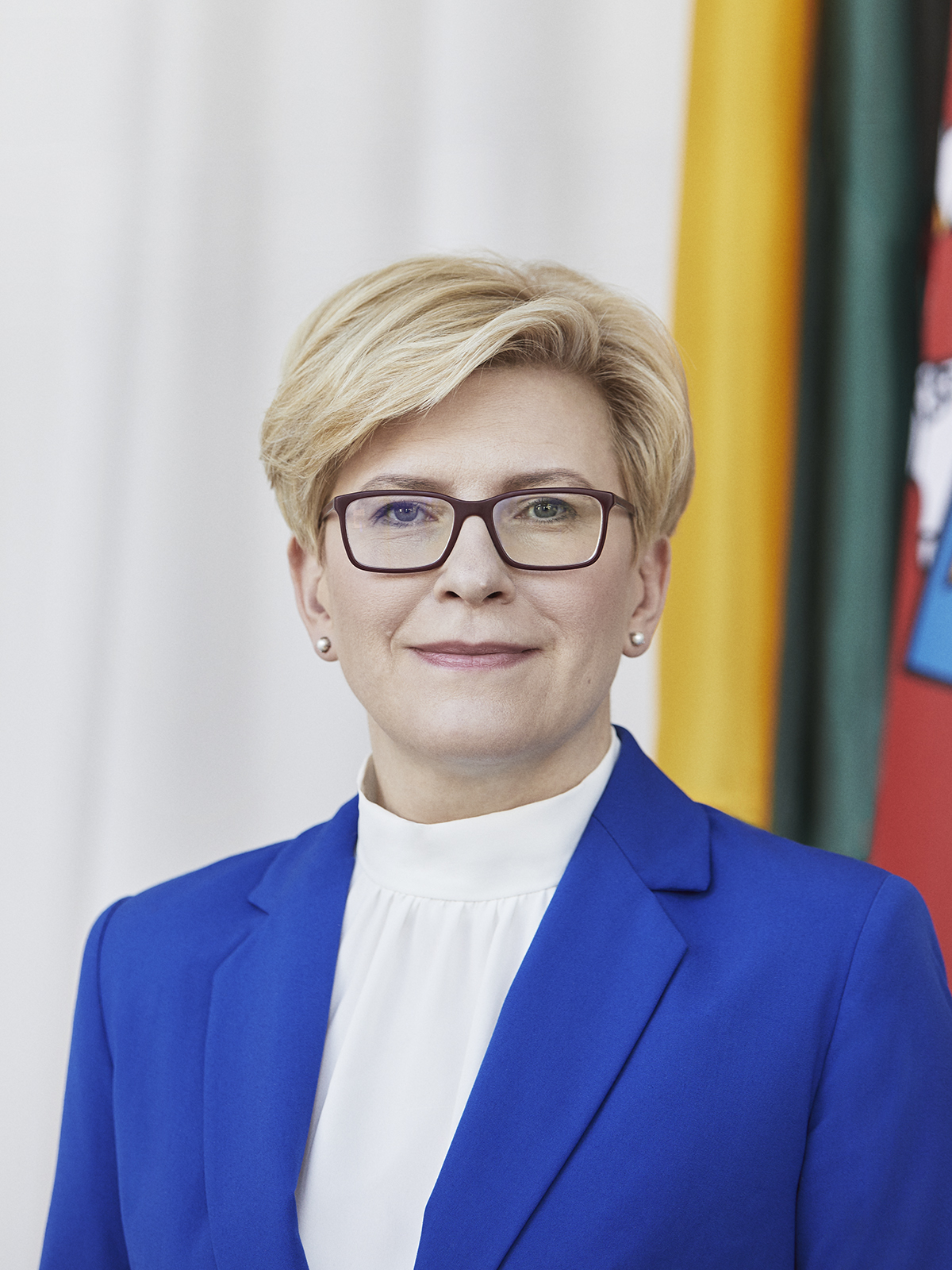
Ingrida Šimonytė (2019)

Ingrida Šimonytė (* 15. November 1974 in Vilnius) ist eine litauische Wirtschaftswissenschaftlerin und konservative Politikerin (seit 2022 TS-LKD, zuvor parteilos). Sie war von 2020 bis 2024 Premierministerin Litauens.

## Leben
Nach dem Abitur 1992 an der 7. Mittelschule Vilnius in Žirmūnai absolvierte Ingrida Šimonytė 1996 das Bachelorstudium der Betriebswirtschaftslehre und 1998 das Masterstudium der Finanzwissenschaften an der Fakultät für Wirtschaft der Universität Vilnius (VU).

### Karriere in Politik und im öffentlichen Dienst
Ab 1997 arbeitete Ingrida Šimonytė in der Abteilung für Fiskalpolitik des litauischen Finanzministeriums, und ab 2002 war sie Direktorin der Abteilung für Steuern. Danach war sie Ministeriumssekretärin und vom 1. Juli 2009 bis zum 6. Juli 2009 als stellvertretende Finanzministerin tätig. Vom 7. Juli 2009 bis 2012 war Šimonytė litauische Finanzministerin im Kabinett Kubilius II (ernannt von Präsident Valdas Adamkus). Ihr Vorgänger Algirdas Šemeta folgte Dalia Grybauskaitė, die am 17. Mai 2009 zur litauischen Präsidentin gewählt wurde, als Mitglied der Europäischen Kommission.
Von 2013 bis 2016 lehrte Šimonytė als Lektorin Volkswirtschaft an der Fakultät für Mathematik und Informatik der Vilniaus Universitetas. Von Juli 2013 bis November 2016 war sie stellvertretende Vorsitzende der litauischen Zentralbank (Lietuvos bankas), ernannt von Präsidentin Dalia Grybauskaitė.
Bei der Parlamentswahl am 9. Oktober 2016 wurde Šimonytė für die TS-LKD in das litauische Parlament Seimas gewählt. Im Wahlbezirk Antakalnis setzte sie sich als Direktkandidatin gegen den damaligen sozialdemokratischen Gesundheitsminister Juras Požela durch.
Bei der Parlamentswahl am 11. Oktober 2020 war Šimonytė die Listenführerin der TS-LKD und wurde für die TS-LKD in das litauische Parlament Seimas schon im ersten Wahlgang gewählt. Im Wahlbezirk Antakalnis setzte sie sich mit 62,65 % Stimmen gegen solche Politiker wie NS-Listenführer Vytautas Radžvilas (zweitbestes Ergebnis im Wahlbezirk: 6,44 %), Svetlana Kauzonienė (1,42 %) und andere durch.

### Präsidentschaftswahl 2019
Im September 2018 verkündete Šimonytė ihre Teilnahme bei der Präsidentschaftswahl in Litauen 2019. Bei der Kandidaten-Wahl in der konservativen Partei TS-LKD setzte sie sich mit 78,71 % Stimmen durch gegen EU-Diplomaten und Juristen Vygaudas Ušackas. Damit wurde Šimonytė offizielle Kandidatin der Heimatunion (Tėvynės Sąjunga). Als „Grybauskaitė 2.0“ wurde Šimonytė mit Präsidentin Dalia Grybauskaitė verglichen. Im ersten Wahlgang erreichte Šimonytė die relative Stimmenmehrheit  (31,35 %) vor dem Bankökonomen Gitanas Nausėda (31,16 % Stimmen), unterlag Nausėda jedoch im 2. Wahlgang.

### Premierministerin (2020 bis 2024)

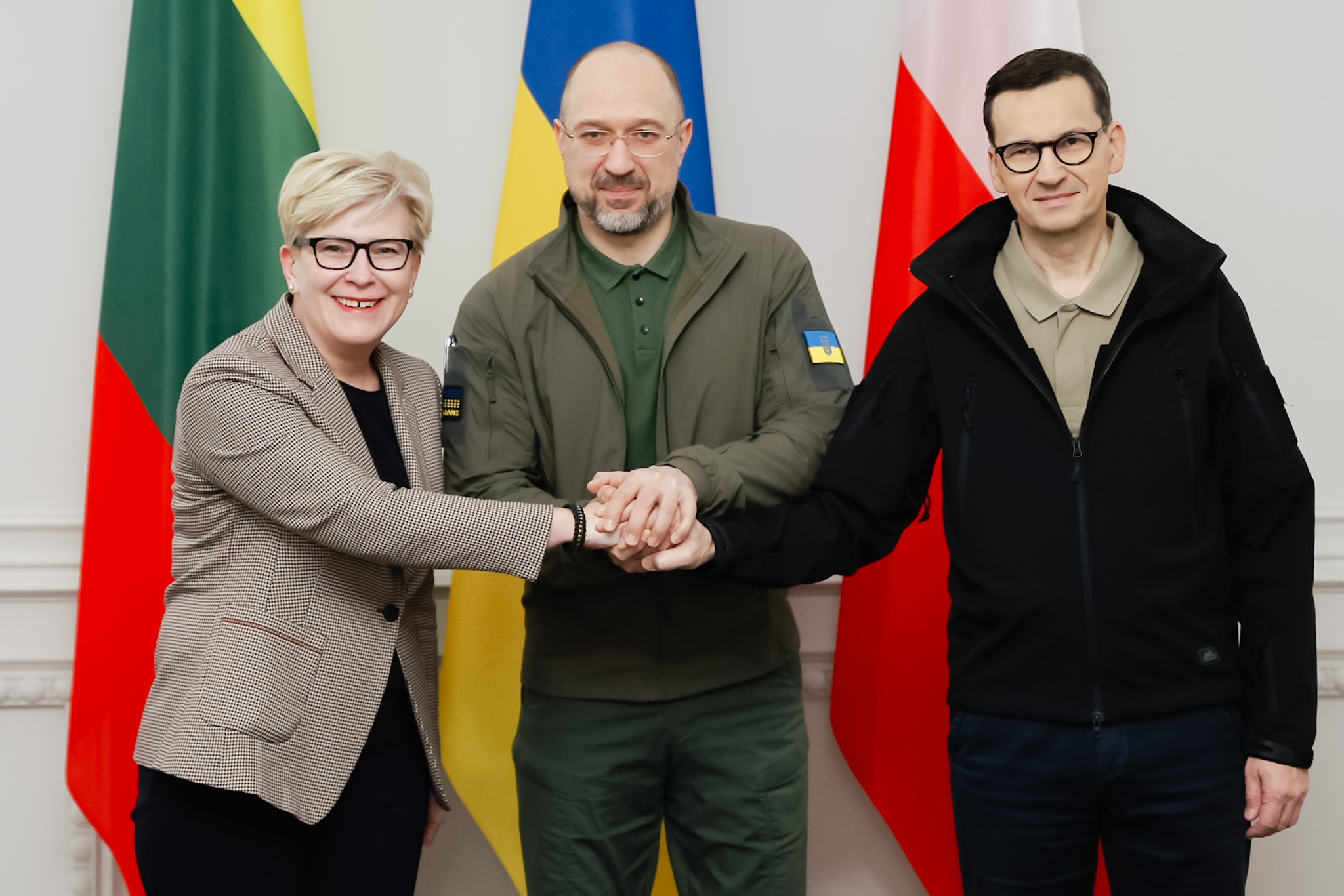
Ingrida Šimonytė mit den Ministerpräsidenten Polens und der Ukraine während des Treffens des Lublin-Dreiecks in Kiew, 2022

Bei der Parlamentswahl am 11. Oktober und 25. Oktober 2020 erhielt die TS-LKD 50 von 141 Sitzen und die Liberale Bewegung (LRLS) 32 Sitze.
Šimonytė wurde von einer Koalition aus Heimatunion,  Freiheitspartei und LRLS als Premierministerin vorgeschlagen. Sie wurde am 25. November 2020 vom 13. Seimas auf Vorschlag von Präsident Gitanas Nausėda gewählt. Sie und ihr Kabinett wurden am 11. Dezember 2020 vereidigt. Am 12. Dezember 2024 wurde sie im Premierministeramt von Gintautas Paluckas abgelöst.

### Präsidentschaftswahl 2024
Bei der Präsidentschaftswahl in Litauen 2024 kandidierte Šimonytė erneut. Sie unterlag jedoch im zweiten Wahlgang dem amtierenden Präsidenten Gitanas Nausėda.

## Auszeichnungen
- Litauischer Orden Vytautas des Großen, 2015
- Großkreuz des norwegischen Verdienstordens